# Khorata qiyunshanensis
Espèce
Khorata qiyunshanensis est une espèce d'araignées aranéomorphes de la famille des Pholcidae.

## Distribution
Cette espèce est endémique du Jiangxi en Chine,. Elle se rencontre dans le xian de Chongyi.

## Description
Le mâle holotype mesure 2,23 mm et la femelle paratype 2,35 mm.

## Systématique et taxinomie
Cette espèce a été décrite par Zhou en 2024.

## Étymologie
Son nom d'espèce, composé de qiyunshan et du suffixe latin -ensis, « qui vit dans, qui habite », lui a été donné en référence au lieu de sa découverte, la réserve naturelle nationale de Qiyunshan.

## Publication originale
- Zhou, Lu & Deng, 2024 : « A new species of Khorata Huber, 2005 (Araneae, Pholcidae) from Jiangxi Qiyunshan National Nature Reserve, southern China. » Biodiversity Data Journal, vol. 12, no e141018, p. 1-8 (texte intégral).